# Nacionalismo britânico

A Union Jack do Reino Unido, adotada nesta versão em 1801, ostenta a cruz vermelha da Inglaterra com borda branca (a Inglaterra em 1801 incluiu o País de Gales), a Cruz de São Patrício da Irlanda com borda branca e a Cruz de Santo André da Escócia com fundo azul. Este é um símbolo comum usado por nacionalistas britânicos

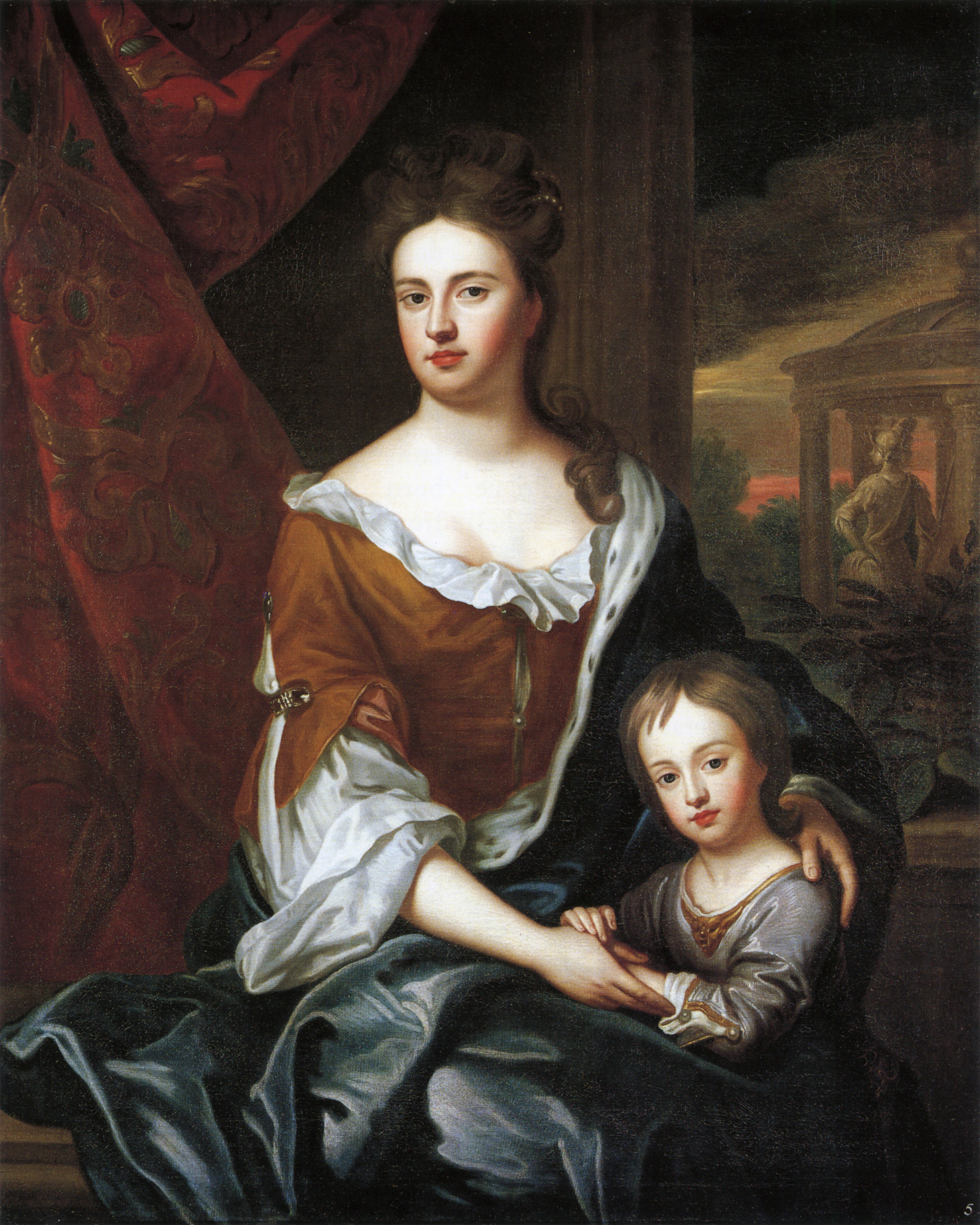
Ana foi a primeira monarca do Reino da Grã-Bretanha

O nacionalismo britânico afirma que os britânicos são uma nação e promove a unidade cultural dos britânicos, em uma definição de identidade britânica que pode incluir pessoas de ascendência ou descendência inglesa, escocesa, galesa e irlandesa (aqueles que vivem na Irlanda do Norte e na Grã-Bretanha e historicamente em toda a Irlanda quando era parte do Reino Unido). O nacionalismo britânico está fortemente ligado ao unionismo britânico, que visa preservar a união política conhecida como Reino Unido ou reforçar os vínculos entre os países que compõem o Reino Unido.
A identidade unificadora do nacionalismo britânico descende dos antigos Britanos que habitavam a ilha da Grã-Bretanha. O nacionalismo britânico cresceu para incluir pessoas de fora da Grã-Bretanha, na Irlanda, por causa do Ato da Coroa da Irlanda de 1542, que declarou que a coroa da Irlanda deveria ser mantida pelo monarca governante da Inglaterra, bem como pelos apelos anglo-irlandeses pela unidade com a Grã-Bretanha.
É caracterizado como uma "força poderosa, mas ambivalente na política britânica". Em sua forma moderada, o nacionalismo britânico tem sido um nacionalismo cívico, enfatizando tanto a coesão quanto a diversidade do povo do Reino Unido, suas dependências e suas ex-colônias. No entanto, o nacionalismo nativista surgiu com base em medos relacionados à imigração; esse nacionalismo nativista anti-imigrante se manifestou politicamente no Partido Nacional Britânico e em outros movimentos nacionalistas nativistas. Políticos, como o ex-primeiro-ministro britânico David Cameron, buscaram promover o nacionalismo britânico como uma causa progressista.

## História

### Início

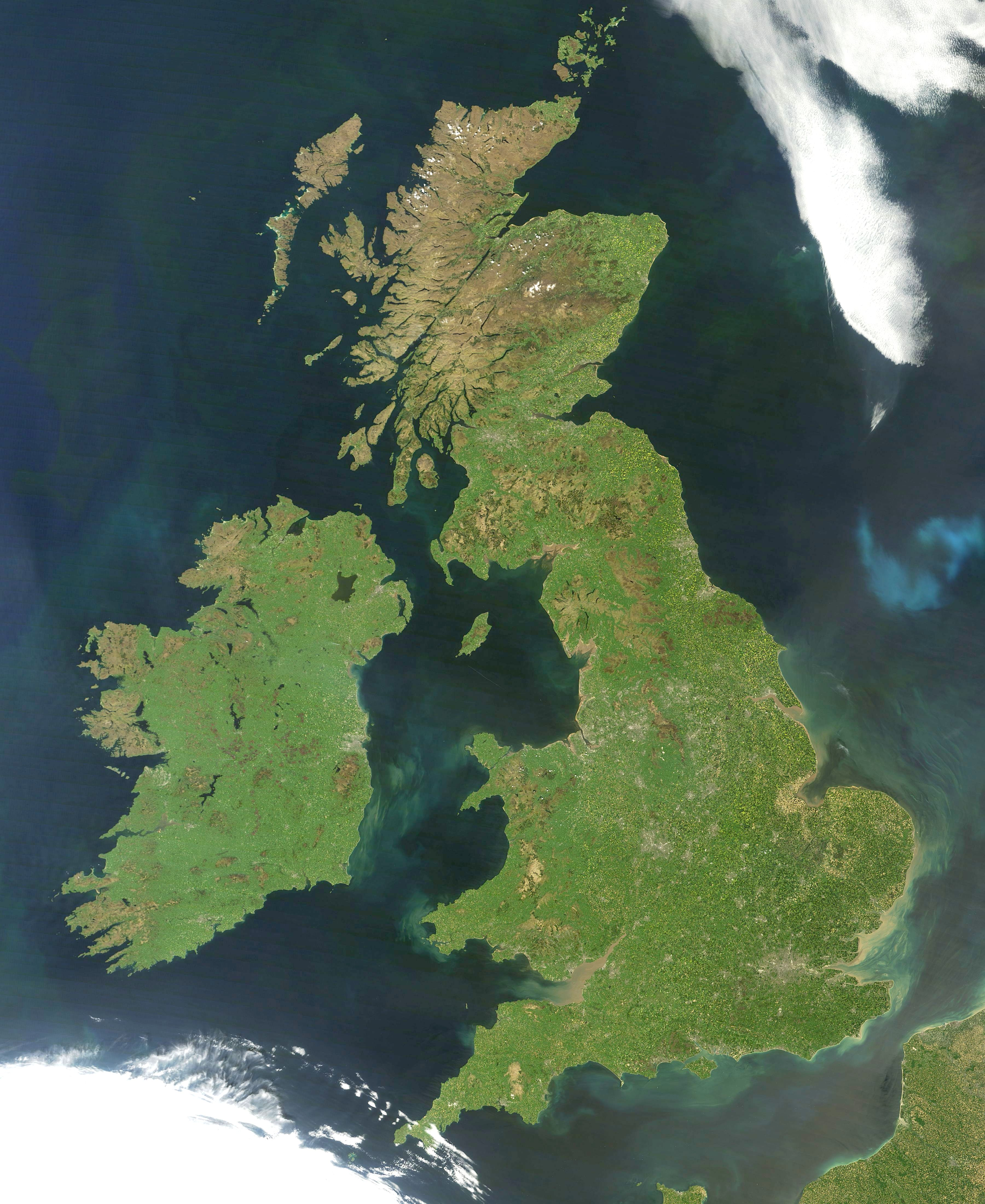
Fotografia de satélite da Grã-Bretanha e da Irlanda. Originalmente, o nacionalismo britânico era tipicamente aplicável à Grã-Bretanha. O nacionalismo britânico normalmente se concentra na unidade da Grã-Bretanha e da Irlanda do Norte.

Durante a Revolução Industrial, a Grã-Bretanha viu o surgimento de uma economia nacional integrada e uma esfera pública unificada, onde o povo britânico começou a se mobilizar em escala estadual, em vez de apenas nas unidades menores de sua província, cidade ou família. Este período também marcou o surgimento da Grã-Bretanha como a primeira polícia global, com a primeira grande marinha moderna do mundo e sua capital, Londres, estabelecendo-se como o principal centro financeiro global. O surgimento inicial de um nacionalismo patriótico popular ocorreu em meados do século XVIII e foi ativamente promovido pelo governo britânico, bem como por escritores e intelectuais. Símbolos, hinos, mitos, bandeiras e narrativas nacionais foram amplamente adotados. A Union Jack foi adotada em 1801 como a bandeira nacional.

### Primeira Guerra Mundial
Devido à guerra mundial, o nacionalismo britânico durante a Primeira Guerra Mundial foi marcado por um forte senso de identidade nacional e solidariedade. O nacionalismo foi uma força motriz por trás do recrutamento militar e do apoio civil, e a guerra desencadeou demonstrações massivas de lealdade ao Reino Unido e ao Império Britânico, em especificamente nos Ingleses. A imprensa, a educação e a propaganda governamental contribuíram significativamente para o reforço dos temas nacionais, frequentemente apresentando o conflito como uma defesa dos interesses e ideais britânicos. A guerra também contribuiu para as diferenças políticas entre o Reino Unido e o império em geral.
Com as críticas à guerra e a retórica nacionalista de pacifistas e nacionalistas na Irlanda, o nacionalismo também ajudou a suprimir a dissidência e a promover o conformismo, ao mesmo tempo em que enfrentava oposição oficial e pública. Embora o nacionalismo britânico durante esse período tenha fomentado a unidade e um senso de propósito compartilhado, também refletiu e reforçou as divisões sociais e políticas existentes no Reino Unido e em todo o império.

### Segunda Guerra Mundial

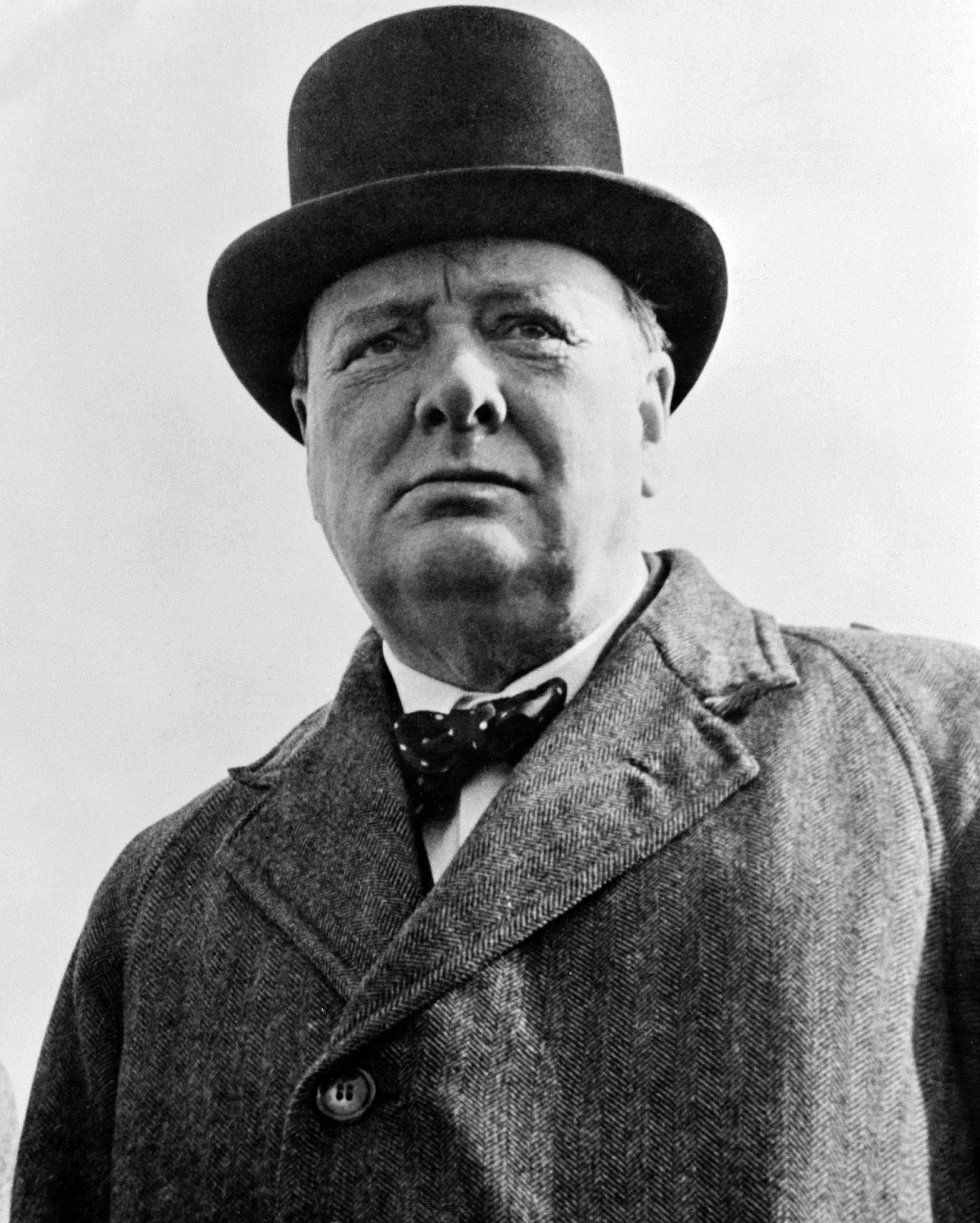
O Primeiro Ministro Sir Winston S Churchill foi fundamental a nação durante o período da Segunda Guerra Mundial, ele é frequentemente visto como uma figura contra de um líder vitorioso que desempenhou um papel fundamental na luta contra o fascismo.

O período da Segunda Guerra Mundial foi comovente como um todo para o Reino Unido. Independentemente das divisões sociais, regionais e políticas, a população foi mobilizada pelo sentimento nacionalista, popularmente interpretado como uma luta pela sobrevivência contra o fascismo. Com líderes como o Primeiro-Ministro Winston Churchill emergindo como emblemas da fortaleza da nação, as comunicações governamentais enfatizaram fortemente o sacrifício compartilhado e a proteção dos valores democráticos. Um forte senso de identidade britânica foi ainda mais reforçado pela guerra, especialmente quando contrastado com as filosofias da Itália fascista e da Alemanha nazista. O papel complexo do Império Britânico, cujas colônias contribuíram substancialmente para o esforço de guerra, bem como os conflitos dentro do Reino Unido, particularmente aqueles relativos às identidades escocesa, galesa e, em particular, irlandesa, também foram trazidos à tona pelo nacionalismo durante esse período.
Os discursos e eventos de Churchill, como a Batalha da Grã-Bretanha, o Blitz e Dunquerque, aumentaram a consciência nacional britânica e um senso de resiliência coletiva, especialmente diante da ameaça nazista. A Blitz, especificamente, teria tido efeitos como a morte de 40 mil civis e é comumente enquadrado como um momento de resistência, estoicismo e maior solidariedade social.

#### Queda da moral britânica pós-guerra
Após a guerra, havia um porém para o nacionalismo britânico que viria a ser econômico. Após a Segunda Guerra Mundial, foi confirmado que os Estados Unidos e a União Soviética haviam superado o Reino Unido como a nação mais poderosa do mundo. Além dos fatores hierárquicos, monetariamente e economicamente a nação vinha a se individar de exatos 21 bilhões de libras esterlinas, sendo majoritariamente aos Estados Unidos. Além disto, Reino Unido viria a consequentemente perder suas colônias, pois movimentos nacionalistas nas colônias asiáticas e africanas lutaram para pôr fim ao domínio britânico e conquistaram a independência. Mahatma Gandhi liderou o movimento nacionalista contra o domínio britânico na Índia e utilizou meios não violentos para lutar pela independência da Índia. Na década de 1960, a maioria dos territórios britânicos havia se tornado nações independentes, como Paquistão (1947), Burma (1948), Ceilão (1948), Malásia (1957), Nigéria (1960) e Gana (1957). Essas partes do império eram agora autônomas, mas a maioria delas mantinha seus laços com a Grã-Bretanha como membros da Comunidade Britânica. Todos esses acontecimentos levaram a uma grande queda na moral britânica.

##### Reconstrução
O país precisava reconstruir a infraestrutura e a economia danificadas pela guerra. Os 15 anos seguintes testemunharam um dos crescimentos mais rápidos já experimentados pelo Reino Unido, recuperando-se da devastação da Segunda Guerra Mundial e expandindo-se rapidamente para além do tamanho anterior da economia, levantando assim o quebrado sentimento nacionalista. A economia se fortaleceu cada vez mais, especialmente após o retorno dos conservadores ao governo em 1951, ainda liderados por Sir Winston Churchill, líder do período de guerra, até sua aposentadoria, dando lugar a Anthony Eden, pouco antes da reeleição de seu partido em 1955. No entanto, a crise de Suez de 1956 enfraqueceu a reputação do governo e a posição global do Reino Unido, levando Eden a renunciar no início de 1957, sendo substituído por Harold Macmillan. Os principais fatores para o crescimento econômico seriam o Plano Marshall, no qual a ajuda americana para a reconstrução da economia do Reino Unido teriam sido de grande apoio, a imigração em massa nas décadas de 1950 e 1960, aumentando assim a mão de obra no país, além também da gestão de demanda, pois ao período pós-guerra, o governo controlava a política monetária e a política fiscal e estava disposto a cortar as taxas de juros durante as desacelerações econômicas.

## Nos dias de hoje
O nacionalismo britânico nos dias de hoje é complexo e multifacetado. O Brexit e a imigração são as maiores questões enfrentadas. Entre outras coisas, a postura anti-União Europeia decorre da alegada perda de autonomia política e econômica decorrente da integração. Ela sustenta que a União Europeia, além de ter sua própria moeda, adotada por seus 19 Estados-membros, possui seu próprio parlamento e atualmente impõe restrições a uma gama mais ampla de tópicos, como meio ambiente, transporte, direitos do consumidor, etc. Alinhada a esses fatores está a retórica nacionalista conservadora, que cita o número crescente de imigrantes, particularmente os de ascendência muçulmana, como uma das causas da atual instabilidade política. Entre todos o que foram a favor e contra a saída do Reino Unido da União Europeia, 52% votaram a favor e 48% votaram contra. O Brexit exacerbou o nacionalismo britânico, tanto em termos de um nacionalismo mais potente, com retórica anti-imigração e uma visão mais centralizada do Reino Unido, quanto em termos de uma identificação mais forte com a identidade nacional britânica.

## Nacionalismo e unificação
Hoje em dia, como no passado, existem movimentos unionistas na Escócia, no País de Gales e na Irlanda do Norte. Esses movimentos buscam especificamente preservar os laços entre essas áreas e o restante do Reino Unido, em oposição aos movimentos nacionalistas cívicos. Esses movimentos unionistas incluem o Partido Unionista do Ulster, o Partido Unionista Democrático e o Partido Unionista Escocês. Na Escócia e no País de Gales, os partidos Conservador, Trabalhista, Liberal Democrata e Reformista do Reino Unido apoiam a União. Os nacionalistas britânicos geralmente apoiam o unionismo.

## Lista de partidos nacionalistas britânicos
- Partido Democrata Britânico (2013)
- Grã-Bretanha Primeiro
- Partido Nacional Britânico
- Partido Unionista Democrático
- Festa da Herança
- Partido da Pátria
- Frente Nacional
- Alternativa Patriótica
- Partido da Independência do Reino Unido
- Reforma do Reino Unido
- Voz Unionista Tradicional
- Abolir o Partido da Assembleia Galesa